# Hypolycaena waltleri
Hypolycaena waltleri är en fjärilsart som beskrevs av Hans Fruhstorfer 1921. Hypolycaena waltleri ingår i släktet Hypolycaena och familjen juvelvingar. Inga underarter finns listade i Catalogue of Life.